# Lídia Krilova
Lídia Krilova (rus: Лидия Евгеньевна Крылова)  (Moscou, 12 de març de 1951) és una ex-remadora russa que va competir sota bandera de la Unió Soviètica durant la dècada de 1970.
El 1976 va prendre part en els Jocs Olímpics de Mont-real, on guanyà la medalla de bronze en la competició del quatre amb timoner del programa de rem. Formà equip amb Lyudmila Krokhina, Galina Mishenina, Anna Pasokha i Nadezhda Sevostyanova. En el seu palmarès també destaca una medalla d'or al Campionat d'Europa de rem.